# 波爾瓦德拉 (新墨西哥州)
波爾瓦德拉（英語：Polvadera）是位於美國新墨西哥州索科羅縣的普查規定居民點。

## 人口
根據2020年美國人口普查的數據，波爾瓦德拉的面積為2.51平方千米，皆為陸地。當地共有人口178人，而人口密度為每平方千米70.92人。